# 多哈·哈尼
多哈·哈尼（Doha Hany，1997年9月10日—），埃及女子羽毛球運動員。

## 簡歷
2014年8月，多哈·哈尼代表埃及參加中國南京舉行的夏季青年奧林匹克運動會羽毛球比賽。

## 主要比賽成績
只列出曾進入準決賽的國際賽事成績：
| 年份   | 賽事                         | 公開賽級別 | 項目     | 拍檔                          | 成績   |
| ------ | ---------------------------- | ---------- | -------- | ----------------------------- | ------ |
| 2014年 | 烏干達羽毛球國際賽           | 國際系列賽 | 女子雙打 | Naja Mohamed                  | 準決賽 |
| 2014年 | 南非羽毛球國際賽             | 國際系列賽 | 混合雙打 | 阿里·艾哈迈德·埃尔·哈提卜     | 準決賽 |
| 2015年 | 毛里裘斯羽毛球國際賽         | 國際系列賽 | 女子雙打 | 哈迪亚·胡斯尼                 | 準決賽 |
| 2015年 | 埃塞俄比亞羽毛球國際賽       | 國際系列賽 | 女子雙打 | 哈迪亚·胡斯尼                 | 準決賽 |
| 2015年 | 埃塞俄比亞羽毛球國際賽       | 國際系列賽 | 混合雙打 | 阿里·艾哈迈德·埃尔·哈提卜     | 亞軍   |
| 2015年 | 埃及羽毛球國際賽             | 未來系列賽 | 女子單打 | －                            | 亞軍   |
| 2015年 | 埃及羽毛球國際賽             | 未來系列賽 | 女子雙打 | 哈迪亚·胡斯尼                 | 冠軍   |
| 2016年 | 非洲羽毛球團體錦標賽         | 其他       | 女子團體 | －                            | 亞軍   |
| 2016年 | 巴林羽毛球國際挑戰賽         | 國際挑戰賽 | 女子雙打 | 哈迪亚·胡斯尼                 | 準決賽 |
| 2016年 | 埃及羽毛球國際賽             | 國際系列賽 | 混合雙打 | 阿里·艾哈迈德·埃尔·哈提卜     | 準決賽 |
| 2016年 | 贊比亞羽毛球國際賽           | 國際系列賽 | 混合雙打 | 阿卜杜勒拉赫曼·阿卜杜勒哈基姆 | 準決賽 |
| 2016年 | 南非羽毛球國際賽             | 國際系列賽 | 混合雙打 | 阿卜杜勒拉赫曼·阿卜杜勒哈基姆 | 準決賽 |
| 2016年 | 博茨瓦納羽毛球國際賽         | 國際系列賽 | 女子單打 | －                            | 準決賽 |
| 2016年 | 博茨瓦納羽毛球國際賽         | 國際系列賽 | 女子雙打 | 哈迪亚·胡斯尼                 | 冠軍   |
| 2017年 | 烏干達羽毛球國際賽           | 國際系列賽 | 女子雙打 | 哈迪亚·胡斯尼                 | 冠軍   |
| 2017年 | 非洲羽毛球錦標賽             | 其他       | 混合團體 | －                            | 冠軍   |
| 2017年 | 非洲羽毛球錦標賽             | 其他       | 女子雙打 | 哈迪亚·胡斯尼                 | 亞軍   |
| 2017年 | 非洲羽毛球錦標賽             | 其他       | 混合雙打 | 阿德姆·哈特姆·埃尔格姆        | 季軍   |
| 2017年 | 拉各斯羽毛球國際挑戰賽       | 國際挑戰賽 | 女子雙打 | 哈迪亚·胡斯尼                 | 準決賽 |
| 2017年 | 埃及羽毛球國際賽             | 國際系列賽 | 女子雙打 | 哈迪亚·胡斯尼                 | 準決賽 |
| 2017年 | 南非羽毛球國際賽             | 國際系列賽 | 混合雙打 | 阿卜杜勒拉赫曼·克什卡尔       | 準決賽 |
| 2018年 | 阿爾及利亞羽毛球國際賽       | 未來系列賽 | 女子雙打 | 哈迪亞·胡斯尼                 | 冠軍   |
| 2018年 | 全非洲羽毛球男女子團體錦標賽 | 其他       | 女子團體 | －                            | 季軍   |
| 2018年 | 非洲羽毛球錦標賽             | 其他       | 女子單打 | －                            | 季軍   |
| 2018年 | 非洲羽毛球錦標賽             | 其他       | 女子雙打 | 哈迪亞·胡斯尼                 | 亞軍   |
| 2018年 | 非洲羽毛球錦標賽             | 其他       | 混合雙打 | 阿德姆·哈特姆·埃尔格姆        | 季軍   |
| 2018年 | 烏干達羽毛球國際賽           | 國際系列賽 | 女子雙打 | 哈迪亞·胡斯尼                 | 冠軍   |
| 2018年 | 烏干達羽毛球國際賽           | 國際系列賽 | 混合雙打 | 阿德姆·哈特姆·埃尔格姆        | 準決賽 |
| 2018年 | 喀麥隆羽毛球國際賽           | 國際系列賽 | 女子單打 | －                            | 亞軍   |
| 2018年 | 喀麥隆羽毛球國際賽           | 國際系列賽 | 女子雙打 | 哈迪亞·胡斯尼                 | 冠軍   |
| 2018年 | 喀麥隆羽毛球國際賽           | 國際系列賽 | 混合雙打 | 阿德姆·哈特姆·埃尔格姆        | 冠軍   |
| 2019年 | 烏干達羽毛球國際賽           | 國際系列賽 | 女子雙打 | 哈迪亞·胡斯尼                 | 冠軍   |
| 2019年 | 烏干達羽毛球國際賽           | 國際系列賽 | 混合雙打 | 阿德姆·哈特姆·埃尔格姆        | 準決賽 |
| 2019年 | 肯亞羽毛球國際賽             | 未來系列賽 | 女子單打 | －                            | 準決賽 |
| 2019年 | 肯亞羽毛球國際賽             | 未來系列賽 | 女子雙打 | 哈迪亞·胡斯尼                 | 亞軍   |
| 2019年 | 全非羽毛球錦標賽             | 其他       | 女子單打 | －                            | 季軍   |
| 2019年 | 全非羽毛球錦標賽             | 其他       | 混合雙打 | 阿德姆·哈特姆·埃尔格姆        | 季軍   |
| 2019年 | 毛里裘斯羽毛球國際賽         | 國際系列賽 | 混合雙打 | 阿德姆·哈特姆·埃尔格姆        | 準決賽 |
| 2019年 | 貝寧羽毛球國際賽             | 國際系列賽 | 女子雙打 | 哈迪亞·胡斯尼                 | 亞軍   |
| 2019年 | 貝寧羽毛球國際賽             | 國際系列賽 | 混合雙打 | 阿德姆·哈特姆·埃爾格姆        | 準決賽 |
| 2019年 | 科特迪瓦羽毛球國際賽         | 國際系列賽 | 女子雙打 | 哈迪亞·胡斯尼                 | 亞軍   |
| 2019年 | 科特迪瓦羽毛球國際賽         | 國際系列賽 | 混合雙打 | 阿德姆·哈特姆·埃尔格姆        | 準決賽 |
| 2019年 | 加納羽毛球國際賽             | 國際系列賽 | 女子雙打 | 哈迪亞·胡斯尼                 | 準決賽 |
| 2019年 | 加納羽毛球國際賽             | 國際系列賽 | 混合雙打 | 阿德姆·哈特姆·埃尔格姆        | 準決賽 |
| 2019年 | 拉各斯羽毛球國際經典賽       | 國際挑戰賽 | 女子雙打 | 哈迪亚·胡斯尼                 | 準決賽 |
| 2019年 | 拉各斯羽毛球國際經典賽       | 國際挑戰賽 | 混合雙打 | 阿德姆·哈特姆·埃尔格姆        | 準決賽 |
| 2019年 | 非洲運動會羽毛球比賽         | 其他       | 混合團體 | －                            | 銅牌   |
| 2019年 | 非洲運動會羽毛球比賽         | 其他       | 女子單打 | －                            | 銅牌   |
| 2019年 | 非洲運動會羽毛球比賽         | 其他       | 女子雙打 | 哈迪亞·胡斯尼                 | 金牌   |
| 2019年 | 非洲運動會羽毛球比賽         | 其他       | 混合雙打 | 阿德姆·哈特姆·埃爾格姆        | 銀牌   |
| 2019年 | 埃及羽毛球國際賽             | 國際系列賽 | 女子雙打 | 哈迪亚·胡斯尼                 | 準決賽 |
| 2019年 | 埃及羽毛球國際賽             | 國際系列賽 | 混合雙打 | 阿德姆·哈特姆·埃尔格姆        | 準決賽 |
| 2019年 | 阿爾及利亞羽毛球國際賽       | 國際系列賽 | 女子雙打 | 哈迪亚·胡斯尼                 | 亞軍   |
| 2019年 | 阿爾及利亞羽毛球國際賽       | 國際系列賽 | 混合雙打 | 阿德姆·哈特姆·埃尔格姆        | 亞軍   |
| 2019年 | 喀麥隆羽毛球國際賽           | 國際系列賽 | 女子雙打 | 哈迪亚·胡斯尼                 | 冠軍   |
| 2019年 | 喀麥隆羽毛球國際賽           | 國際系列賽 | 混合雙打 | 阿德姆·哈特姆·埃爾格姆        | 冠軍   |
| 2019年 | 贊比亞羽毛球國際賽           | 未來系列賽 | 女子單打 | －                            | 亞軍   |
| 2019年 | 贊比亞羽毛球國際賽           | 未來系列賽 | 女子雙打 | 哈迪亞·胡斯尼                 | 冠軍   |
| 2019年 | 贊比亞羽毛球國際賽           | 未來系列賽 | 混合雙打 | 阿德姆·哈特姆·埃爾格姆        | 冠軍   |
| 2019年 | 南非羽毛球國際賽             | 未來系列賽 | 女子單打 | －                            | 準決賽 |
| 2019年 | 南非羽毛球國際賽             | 未來系列賽 | 混合雙打 | 阿德姆·哈特姆·埃尔格姆        | 冠軍   |
| 2020年 | 全非洲羽毛球男女子團體錦標賽 | 其他       | 女子團體 | －                            | 冠軍   |
| 2020年 | 全非羽毛球錦標賽             | 其他       | 女子單打 | －                            | 季軍   |
| 2020年 | 全非羽毛球錦標賽             | 其他       | 女子雙打 | 哈迪亚·胡斯尼                 | 冠軍   |
| 2020年 | 全非羽毛球錦標賽             | 其他       | 混合雙打 | 阿德姆·哈特姆·埃尔格姆        | 冠軍   |
| 2020年 | 烏干達羽毛球國際賽           | 國際系列賽 | 女子雙打 | 哈迪亚·胡斯尼                 | 準決賽 |
| 2020年 | 烏干達羽毛球國際賽           | 國際系列賽 | 混合雙打 | 阿德姆·哈特姆·埃尔格姆        | 準決賽 |
| 2020年 | 肯亞羽毛球國際賽             | 未來系列賽 | 女子雙打 | 哈迪亚·胡斯尼                 | 冠軍   |
| 2020年 | 肯亞羽毛球國際賽             | 未來系列賽 | 混合雙打 | 阿德姆·哈特姆·埃尔格姆        | 冠軍   |
| 2021年 | 全非羽毛球錦標賽             | 其他       | 混合團體 | －                            | 冠軍   |
| 2021年 | 全非羽毛球錦標賽             | 其他       | 女子單打 | －                            | 亞軍   |
| 2021年 | 全非羽毛球錦標賽             | 其他       | 混合雙打 | 阿德姆·哈特姆·埃爾格姆        | 亞軍   |
| 2022年 | 全非洲羽毛球男女子團體錦標賽 | 其他       | 女子團體 | －                            | 冠軍   |
| 2022年 | 全非羽毛球錦標賽             | 其他       | 女子單打 | －                            | 亞軍   |
| 2022年 | 全非羽毛球錦標賽             | 其他       | 女子雙打 | 哈迪亞·胡斯尼                 | 季軍   |
| 2022年 | 博茨瓦納羽毛球國際賽         | 未來系列賽 | 混合雙打 | 阿德姆·哈特姆·埃尔格姆        | 亞軍   |
| 2022年 | 南非羽毛球國際賽             | 未來系列賽 | 混合雙打 | 阿德姆·哈特姆·埃尔格姆        | 準決賽 |
| 2023年 | 全非羽毛球錦標賽             | 其他       | 混合團體 | －                            | 冠軍   |
| 2023年 | 全非羽毛球錦標賽             | 其他       | 混合雙打 | 阿德姆·哈特姆·埃尔格姆        | 亞軍   |
| 2023年 | 塔吉克斯坦羽毛球國際系列賽   | 國際系列賽 | 混合雙打 | 阿德姆·哈特姆·埃尔格姆        | 準決賽 |
| 2023年 | 貝寧羽毛球國際賽             | 未來系列賽 | 混合雙打 | 阿德姆·哈特姆·埃尔格姆        | 冠軍   |
| 2023年 | 埃及羽毛球國際賽             | 國際系列賽 | 女子雙打 | Hana Tarek Zaher              | 準決賽 |
| 2023年 | 埃及羽毛球國際賽             | 國際系列賽 | 混合雙打 | 阿德姆·哈特姆·埃尔格姆        | 準決賽 |
| 2023年 | 博茨瓦納羽毛球國際賽         | 未來系列賽 | 混合雙打 | 阿德姆·哈特姆·埃尔格姆        | 準決賽 |
| 2023年 | 南非羽毛球國際賽             | 未來系列賽 | 女子單打 | －                            | 準決賽 |
| 2023年 | 南非羽毛球國際賽             | 未來系列賽 | 混合雙打 | 阿德姆·哈特姆·埃尔格姆        | 亞軍   |
| 2024年 | 全非羽毛球錦標賽             | 其他       | 混合雙打 | 阿德姆·哈特姆·埃尔格姆        | 亞軍   |
| 2024年 | 烏干達羽毛球國際挑戰賽       | 國際挑戰賽 | 混合雙打 | 阿德姆·哈特姆·埃爾格姆        | 準決賽 |
| 2024年 | 非洲運動會羽毛球比賽         | 其他       | 女子雙打 | Nour Ahmed Youssri            | 銅牌   |
| 2024年 | 非洲運動會羽毛球比賽         | 其他       | 混合雙打 | 阿德姆·哈特姆·埃爾格姆        | 銀牌   |
| 2025年 | 全非羽毛球錦標賽             | 其他       | 女子單打 | －                            | 亞軍   |
| 2025年 | 全非羽毛球錦標賽             | 其他       | 混合雙打 | 阿德姆·哈特姆·埃爾格姆        | 亞軍   |

| 2007-2017年 | 首要超級賽 | 超級賽 | 黃金大獎賽 | 大獎賽 | 國際挑戰賽 | 國際系列賽 | 未來系列賽 | 其他 |

| 2018-2026年 | 總決賽 | 超級1000賽 | 超級750賽 | 超級500賽 | 超級300賽 | 超級100賽 | 國際挑戰賽 | 國際系列賽 | 未來系列賽 | 其他 |

### 奧運會和世錦賽參賽紀錄
|          | 搭檔                   | 2017 | 2018 | 2020       | 2022 | 2023 |
| -------- | ---------------------- | ---- | ---- | ---------- | ---- | ---- |
| 女子單打 | －                     | －   | －   | 小組第三名 | 64強 | 64強 |
|          |                        |      |      |            |      |      |
| 女子雙打 | 哈迪亚·胡斯尼          | 64強 | 64強 | 小組第四名 | －   | －   |
|          |                        |      |      |            |      |      |
| 混合雙打 | 阿德姆·哈特姆·埃爾格姆 | －   | －   | 小組第四名 | 64強 | 64強 |